# Виноградова, Зоя Акимовна
Зоя Акимовна Виноградова (27 ноября 1930, дер. Подлядье, Западная область) — советская и российская актриса театра и кино, певица. Народная артистка РСФСР (1978). Член КПСС с 1965 года.

## Биография
Зоя Акимовна Виноградова родилась 27 ноября 1930 года в деревне Подлядье (ныне — в Заёвском сельском поселении Тверской области). Позже семья перебралась в Ленинград.
В 1942 году произошла эвакуация жителей Ленинграда. Зоя Виноградова с мамой переезжала с места на место, спасаясь от немецкой оккупации. Осесть на некоторое время им удалось в одной из кубанских станиц. Здесь девочка впервые за несколько лет стала посещать школу. Мать будущей актрисы устроилась на работу. Свои первые актерские пробы Зоя Виноградова прошла на сцене местного Дома культуры. Девушка просто-таки покоряла аудиторию выдающимися вокальными данными, что способствовало развитию ее сценической карьеры.
Работала в конструкторском бюро на заводе «Знамя труда», выступала в самодеятельности.
В 1949 году была принята в Ленинградский театр музыкальной комедии.
В 1957 году прошла пробы на главную роль — Кати Ивановой в фильм Эльдара Рязанова «Девушка без адреса», но руководство театра поставило ей выбор — кинокарьера или сцена, — в результате чего артистка отказалась от роли. Тем не менее, песни, которые она записала для фильма, звучат в нём «из уст» героини, сыгранной в итоге Светланой Карпинской.
Играет в спектакле Рудольфа Фурманова «Баба Шанель».
Второй муж — артист Ленинградского театр музыкальной комедии (позже — Санкт-Петербургского), Народный артист РСФСР Виталий Копылов (1925—2012). В квартире на углу Московского проспекта и Обводного канала они счастливо прожили 23 года. После путём обмена перебрались с южного берега Обводного канала на северный берег канала Грибоедова. Поближе к театру. И с тех пор на работу ходили пешком.

## Театральные работы

#### Ленинградский театр музыкальной комедии
1. 1956 — «Мистер Икс» И. Кальмана — Мабель
2. 1957 — «Поцелуй Чаниты» Ю. Милютина — Анита
3. 1960 — «Цыганская любовь» Ф. Легара — Эржи
4. 1961 — «Севастопольский вальс» К. Листова — Любаша
5. 1963 — «Герцогиня Герольштейнская» Ж. Оффенбаха — Тереза
6. 1963 — «Цветок Миссисипи» Дж. Керна
7. 1964 — «Моя прекрасная леди» Ф. Лоу — Элиза Дулитл
8. 1966 — «Баядера» И. Кальмана — Мариэтта
9. 1966 — «Полярная звезда» В. Баснера — Инка
10. 1967 — «Восемнадцать» В. Соловьёва-Седого — Лида
11. 1968 — «Требуется героиня» В. Баснера — Катя
12. 1969 — «Королева чардаша» И. Кальмана — Стасси и княгиня Валлерсхейм
13. 1970 — «Третья весна» Г. Портнова — Карелия
14. 1970 — «Венские встречи» И. Штрауса — Изабелла
15. 1971 — «Роз-Мари» Р. Фримля и Г. Стотхарта — Жанна
16. «Как сделать карьеру» Ф. Лёссера — Розмери
17. 1973 — «Севастопольский вальс» К. Листова — Любаша
18. 1973 — «Охтинский мост» В. Лебедева — Лили
19. 1975 — «Мерси, или Похождения Шипова» В. Гевиксмана — Дася
20. 1976 — «Бабий бунт» Е. Птичкина — Дуняшка
21. 1978 — «Прекрасная Елена» Ж. Оффенбаха
22. 1979 — «Разбитое зеркало, или Новая опера нищих» А. Журбина — Дженни-Малина
23. 1981 — «Девичий переполох» Ю. Милютина — Настасья
24. «Холопка» Н. Стрельникова — Поленька
25. «Золотая долина» И. Дунаевского — Леночка
26. «Вольный ветер» И. Дунаевского — Пепита
27. «Самое заветное» В. Соловьева-Седого — Катя
28. «Приключения Тома Сойера» С. Баневича — Том Сойер
29. «Бал в Савойе» П. Абрахама — Дези
30. «Марица» И. Кальмана — Лиза, Цецилия
31. «Мы хотим танцевать» А. Петрова — Нина Васильевна
32. «Дело» А. Колкера — Атуева
33. «Мистер Икс» И. Кальмана — Каролина
34. «Графиня Марица» И. Кальмана — Божена
35. «О, милый друг!» В. Лебедева — Виржини Вальтер
36. «Баронесса Лили» Е. Хуски — Агата
37. «Весенний парад» Р. Штольца — Тереза Хюбнер
38. «Севастопольский вальс» К. Листова — Тётя Дина

## Фильмография
1. 1958 — Мистер Икс — Мари Латуш, мисс Мейбл Гибсон
2. 1965 — Давайте знакомиться: месяц Май (фильм-спектакль) — певица
3. 1973 — Мы хотим танцевать
4. 1974 — Свадьба Кречинского — Анна Антоновна Атуева
5. 1976 — Двадцать дней без войны — актриса Вера
6. 1978 — Не такая как все
7. 1983 — Карамболина-карамболетта — цыганка
8. 2003 — Как в старом детективе (ТВ) — бабушка Леры
9. 2006 — Сонька Золотая Ручка (ТВ) — хозяйка избы (вдова декабриста)
10. 2006 — Улицы разбитых фонарей 8. Серия 1. Алиби (ТВ) — Эльжбетта
11. 2007 — Дети блокады (документальный) — актриса-блокадница
12. 2010 — Ещё не вечер. Фильм 3. Опасные игрушки (ТВ) — Татьяна Юрьевна, бабушка Николая Марфина
13. 2010 — Ещё не вечер. Фильм 4. За всё заплачено (ТВ) — Татьяна Юрьевна, бабушка Николая Марфина
14. 2010 — Ещё не вечер. Фильм 5. Стратегия риска (ТВ) — Татьяна Юрьевна, бабушка Николая Марфина
15. 2010 — Ещё не вечер. Фильм 6. Клетка для совы (ТВ) — Татьяна Юрьевна, бабушка Николая Марфина

#### Озвучивание
1. 1971 — Шельменко-денщик — Эвжени (озвучила роль Любови Корневой)

## Признание и награды
- Орден «За заслуги перед Отечеством» IV степени (11 июля 2021 года) — за большой вклад в развитие отечественной культуры и искусства, многолетнюю плодотворную деятельность[4].
- Орден Почёта (29 мая 2006 года) — за заслуги в области культуры и искусства, многолетнюю плодотворную деятельность[5].
- Орден Дружбы (28 июля 2016 года) — за большие заслуги в развитии отечественной культуры и искусства, печати и многолетнюю плодотворную деятельность[6].
- Орден Трудового Красного Знамени (1976 год).
- Народная артистка РСФСР (23 января 1978 года).
- Заслуженная артистка РСФСР (27 января 1964 года).
- Лауреат премии Правительства Санкт-Петербурга за исполнение ведущих партий в оперетте Е. Хуски «Баронесса Лили» Театра музыкальной комедии (2008).
- Лауреат Высшей театральной премии Санкт-Петербурга «Золотой софит» в номинации «За творческое долголетие и уникальный вклад в театральное искусство Санкт-Петербурга» (2005).
- Лауреат Российской национальной театральной премии «Золотая маска» в номинации «За выдающийся вклад в развитие театрального искусства» (2015)
- Лауреат премии «Легенда» Ассоциации музыкальных театров России (2016).